# André Piters
André Piters, född 18 januari 1931 i Herve i provinsen Liège, död 23 oktober 2014, var en belgisk fotbollsspelare som spelade för Standard Liège, Olympic de Charleroi och Fortuna '54.
Piters fick även spela i det belgiska landslaget. Fyra av hans landslagsmatcher var VM-kvalmatcher, två av vilka var mot Sverige. Han vann två belgiska mästerskap med Standard, åren 1958 och 1961.